# طن فان كلوستر
طن فان كلوستر (بالهولندية: Ton van Klooster)‏ (مواليد 17 فبراير 1954) هو سبّاح هولندي، مثّل بلاده في الألعاب الأولمبية الصيفية 1972.

## روابط خارجية
طن فان كلوستر على موقع أوليمبيديا (الإنجليزية)